# Joseph Nicolaus Peroux
Joseph Nicolaus Peroux (* 26. Juni 1771 in Ludwigsburg; † 12. Januar 1849 in Frankfurt am Main) war ein deutscher Miniaturmaler, Radierer und Lithograf der Romantik.

## Leben
Peroux war Schüler des Peintre du Duc de Wurtemberg (ersten Malers am württembergischen Hof) Nicolas Guibal, der bis zu seinem Tod 1784 an der Académie des Arts und der Hohen Karlsschule in Stuttgart lehrte. Peroux war zunächst ab 1795 in Frankfurt am Main tätig und ab 1800 in Hamburg, wo er 1803 ein Porträt der Emma Hamilton und ein Selbstporträt ausstellte. Danach eröffnete er in Lübeck eine Kunstschule und wurde erster Zeichenlehrer des jungen Friedrich Overbeck. Die Wirren der Franzosenzeit führten ihn 1806 nach Frankfurt zurück. Entsprechend finden sich seine Werke vor allem in den Museen in Frankfurt, der Hamburger Kunsthalle und im Behnhaus in Lübeck.

## Werke

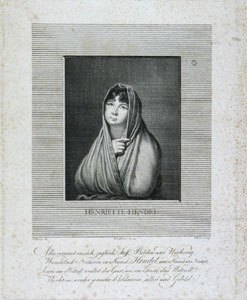
Schauspielerin Henriette Hendel
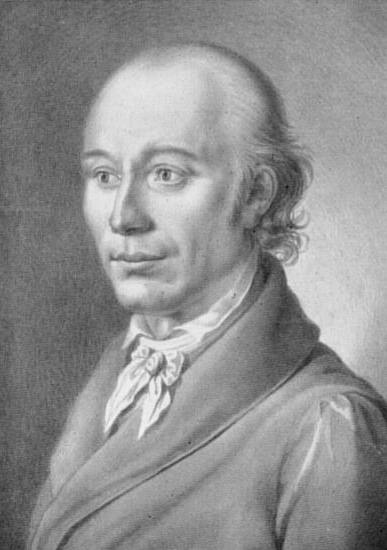
Johann Heinrich Voß, Sepiazeichnung
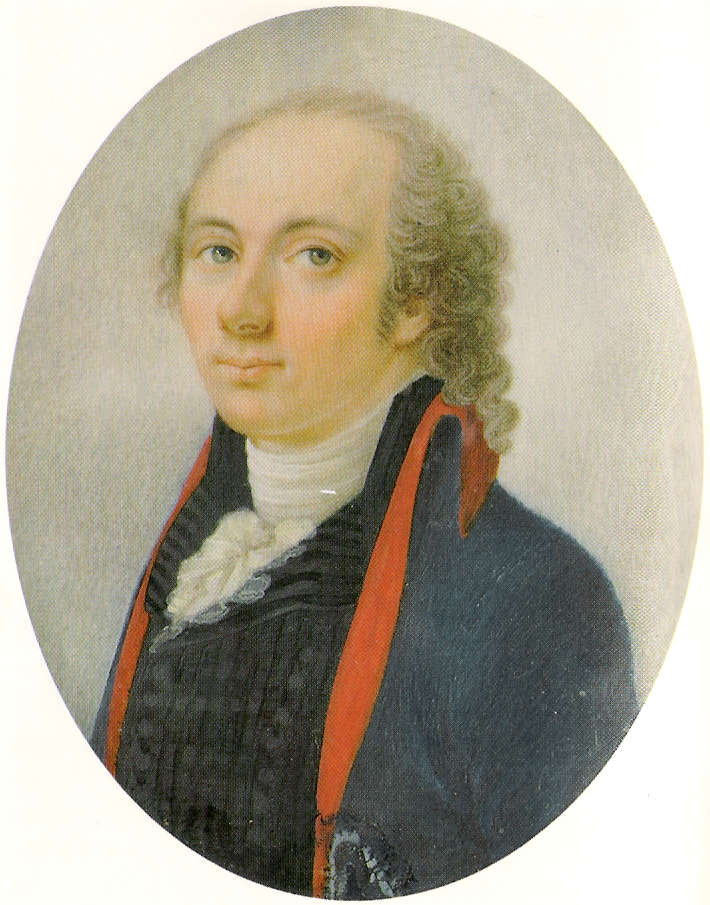
Porträt Joh. J. von Willemer

- Joseph N. Peroux (Zeichnungen), Nicolaus Vogt (Text): Pantomimische Stellungen von Henriette Hendel-Schütz. Verlag Peroux-Ritter, Frankfurt/M. 1809